# Guanyinge Shuiku
Guanyinge Shuiku är en reservoar i Kina. Den ligger i provinsen Liaoning, i den nordöstra delen av landet, omkring 83 kilometer sydost om provinshuvudstaden Shenyang. Guanyinge Shuiku ligger 241 meter över havet. Arean är 35 kvadratkilometer. I omgivningarna runt Guanyinge Shuiku växer i huvudsak blandskog. Den sträcker sig 17,3 kilometer i nord-sydlig riktning, och 16,6 kilometer i öst-västlig riktning.
Genomsnittlig årsnederbörd är 1 193 millimeter. Den regnigaste månaden är juli, med i genomsnitt 316 mm nederbörd, och den torraste är januari, med 11 mm nederbörd.